# 大河内町

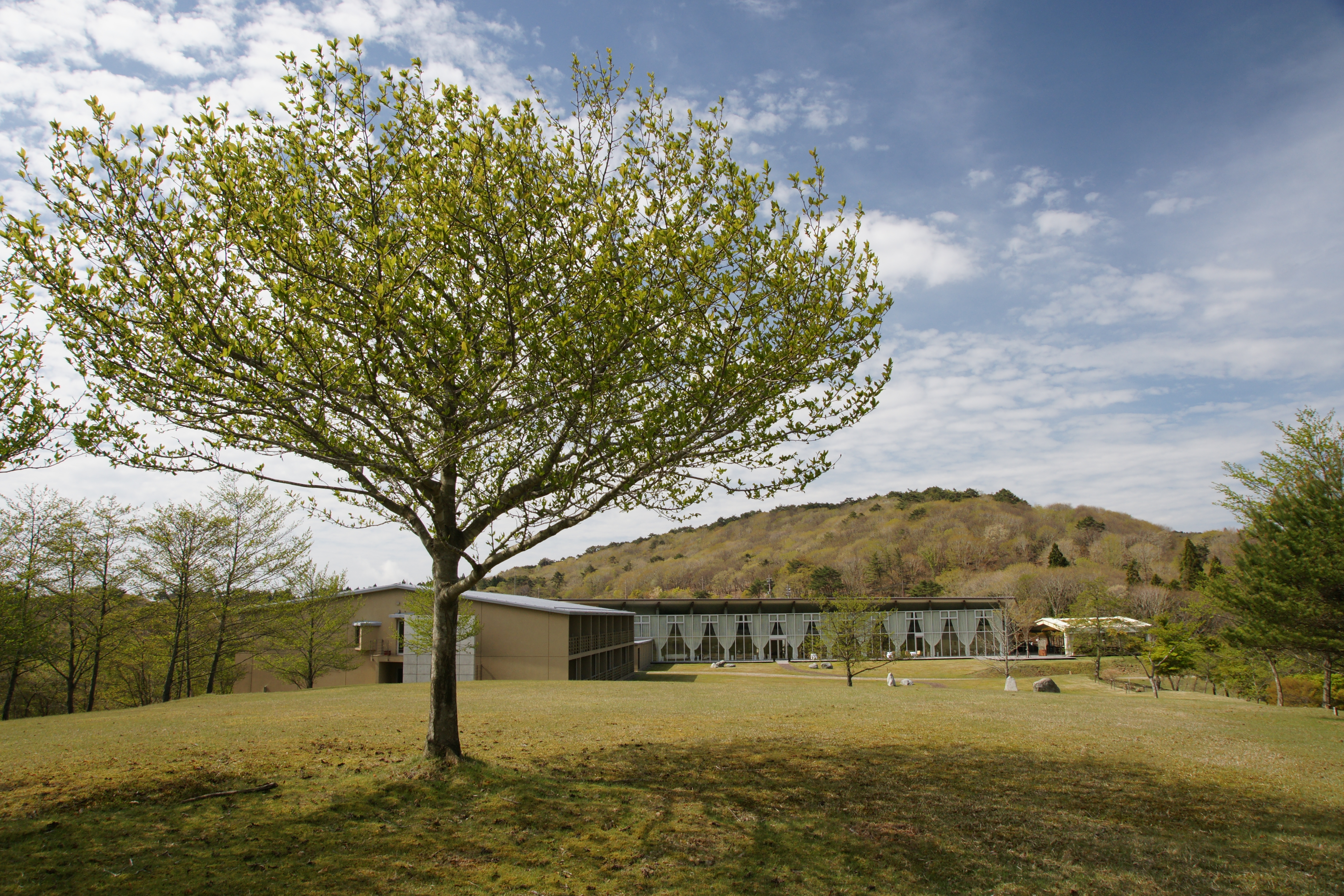
峰山高原

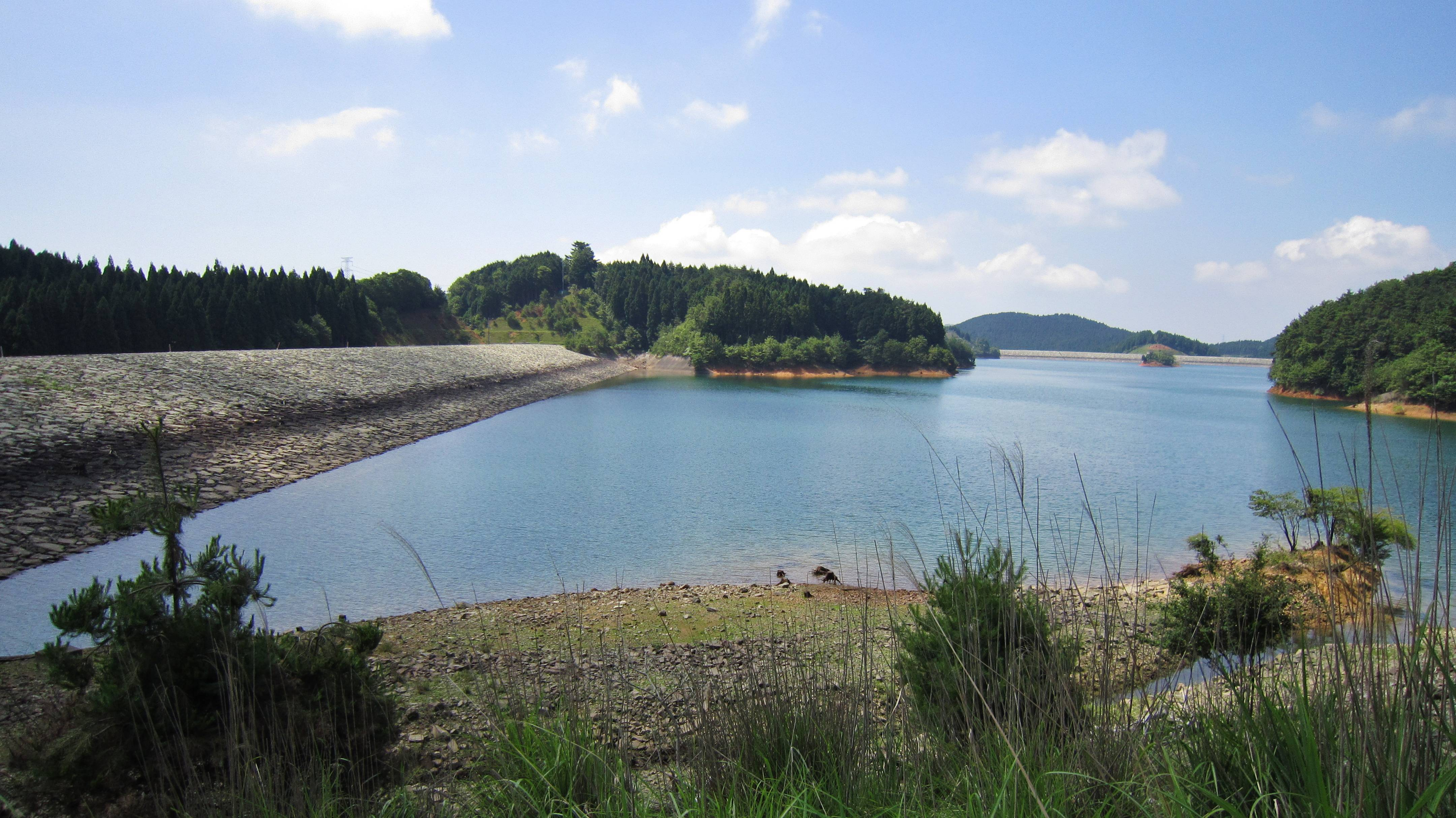
太田池

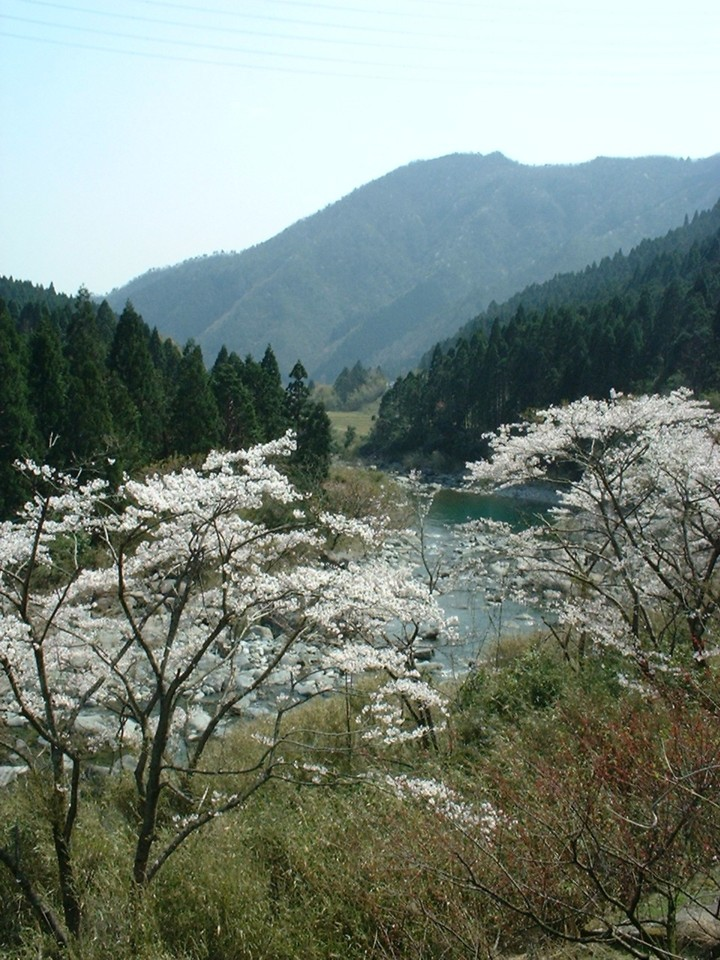
大河内町中部、長谷から寺前に向かう市川の渓流

大河内町（おおかわちちょう）は、かつて兵庫県の中央部に存在した町である。神崎郡に属した。町名は、この地域がかつて「大河内庄」と称されていたことに由来している。
2005年11月7日、神崎町と合併して神河町となり消滅した。

## 地理
播磨地方北部に位置し、市川の中流域を占める山間部の町。揚水式水力発電所の大河内発電所で知られる。
- 河川: 市川
- 湖沼: 太田池
- 高原: 砥峰高原、峰山高原

### 隣接していた自治体
- 朝来市
- 宍粟市
- 神崎郡神崎町、市川町
- 飾磨郡夢前町

## 歴史
- 1955年（昭和30年）3月31日 - 寺前村・長谷村が合併して大河内町が発足。
- 1957年（昭和32年）4月1日 - 大字栃原・川尻が朝来郡生野町に編入される。
- 2005年（平成17年）11月7日 - 神崎町と合併して神河町が発足。同日大河内町廃止。

## 行政
- 町長 上野英一（うえのひでかず）

## 地域

### 教育
現在は全て神河町立となっている。
- 大河内町立寺前小学校
- 大河内町立南小田小学校
- 大河内町立上小田小学校（2006年3月閉校、寺前小学校に統合）
- 大河内町立川上小学校
- 大河内町立長谷小学校
- 大河内町立大河内中学校

## 交通

### 鉄道路線
- 中心となる駅：播但線 寺前駅

### 道路
- 都道府県道
  - 兵庫県道8号加美山崎線
  - 兵庫県道39号一宮生野線
  - 兵庫県道404号長谷市川線

## 名所・旧跡・観光スポット・祭事・催事
- 砥峰高原
- 峰山高原
- ぐりーんカーニバル
- 高原ロードレース大会
- ススキまつり